# Lantheuil
Lantheuil (Ausspracheⓘ) ist eine ehemalige französische Gemeinde mit zuletzt 747 Einwohnern (Stand: 1. Januar 2018) im Département Calvados in der Region Normandie. Sie gehörte zum Arrondissement Bayeux und zum Kanton Bretteville-l’Orgueilleuse. Die Einwohner werden als Lantheuillais bezeichnet.
Lantheuil wurde am 1. Januar 2017 mit den benachbarten Orten Amblie und Tierceville zur neuen Gemeinde Ponts sur Seulles zusammengeschlossen. Lantheuil fungiert dabei als „übergeordneter Ortsteil“ als Verwaltungssitz von Ponts-sur-Seulles.

## Geografie
Lantheuil liegt rund 14 km östlich von Bayeux und 15 km nordwestlich von Caen. 
Umgeben wurde die Gemeinde von Colombiers-sur-Seulles im Norden, Amblie im Nordosten, Fontaine-Henry im Osten, Le Fresne-Camilly im Südosten, Cully im Süden und Südwesten, Saint-Gabriel-Brécy im Westen sowie Creully in nordwestlicher Richtung.

## Bevölkerungsentwicklung der ehemaligen Gemeinde
| Jahr                              | 1793 | 1836 | 1876 | 1926 | 1946 | 1968 | 1990 | 2008 | 2018 |
| Einwohner                         | 423  | 615  | 435  | 223  | 252  | 364  | 616  | 664  | 747  |
| Quellen: Cassini, EHESS und INSEE |      |      |      |      |      |      |      |      |      |

## Sehenswürdigkeiten
- Kirche Sainte-Trinité aus dem 11. Jahrhundert, seit 2001 Monument historique[3]
- Kirche Saint-Sylvestre aus dem 17. Jahrhundert
- Château de Manneville aus dem 17. Jahrhundert, seit 2008 Monument historique[4]
- Mehrere Schlösser und Schlossanlagen

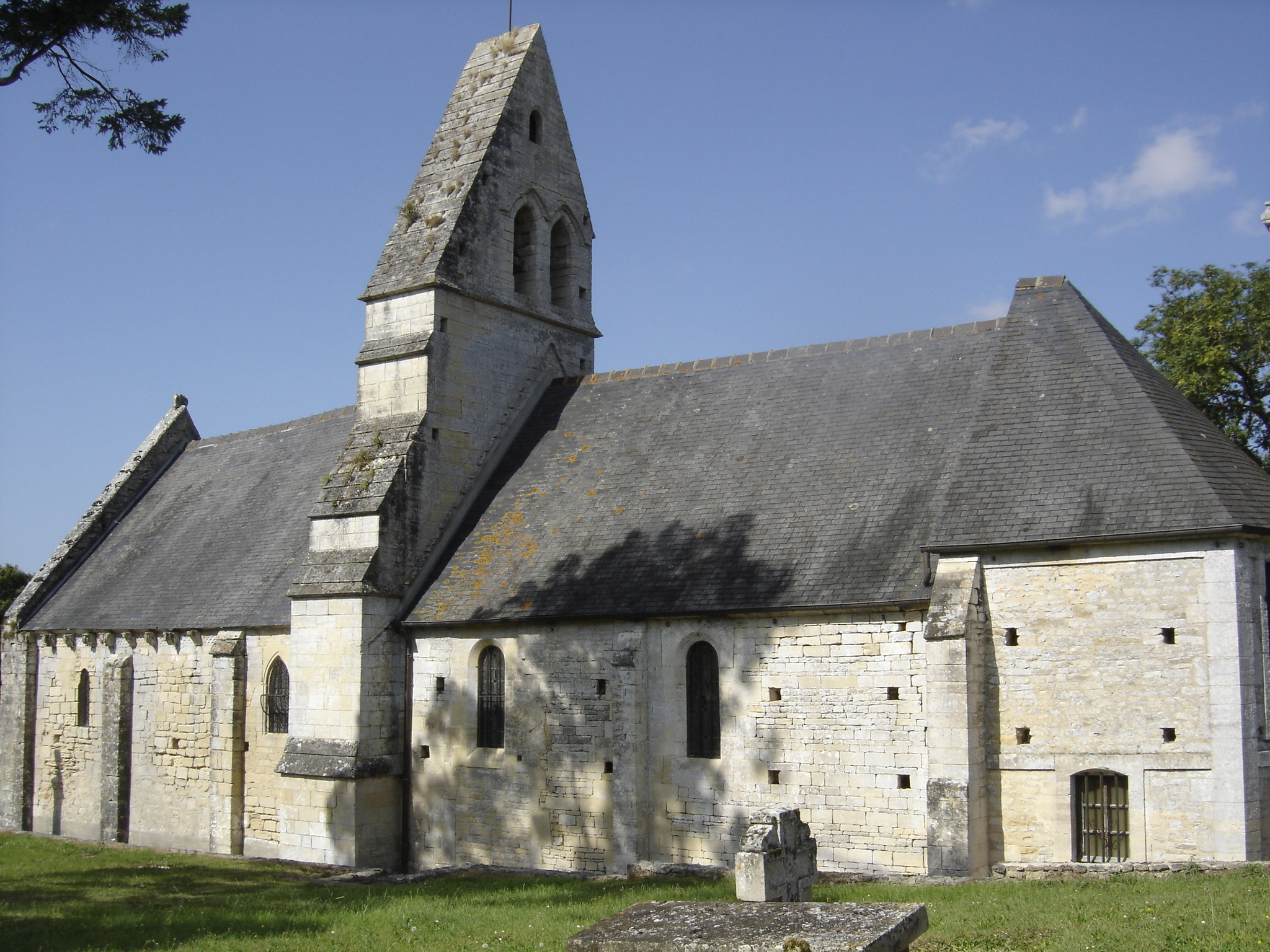
Kirche Sainte-Trinité
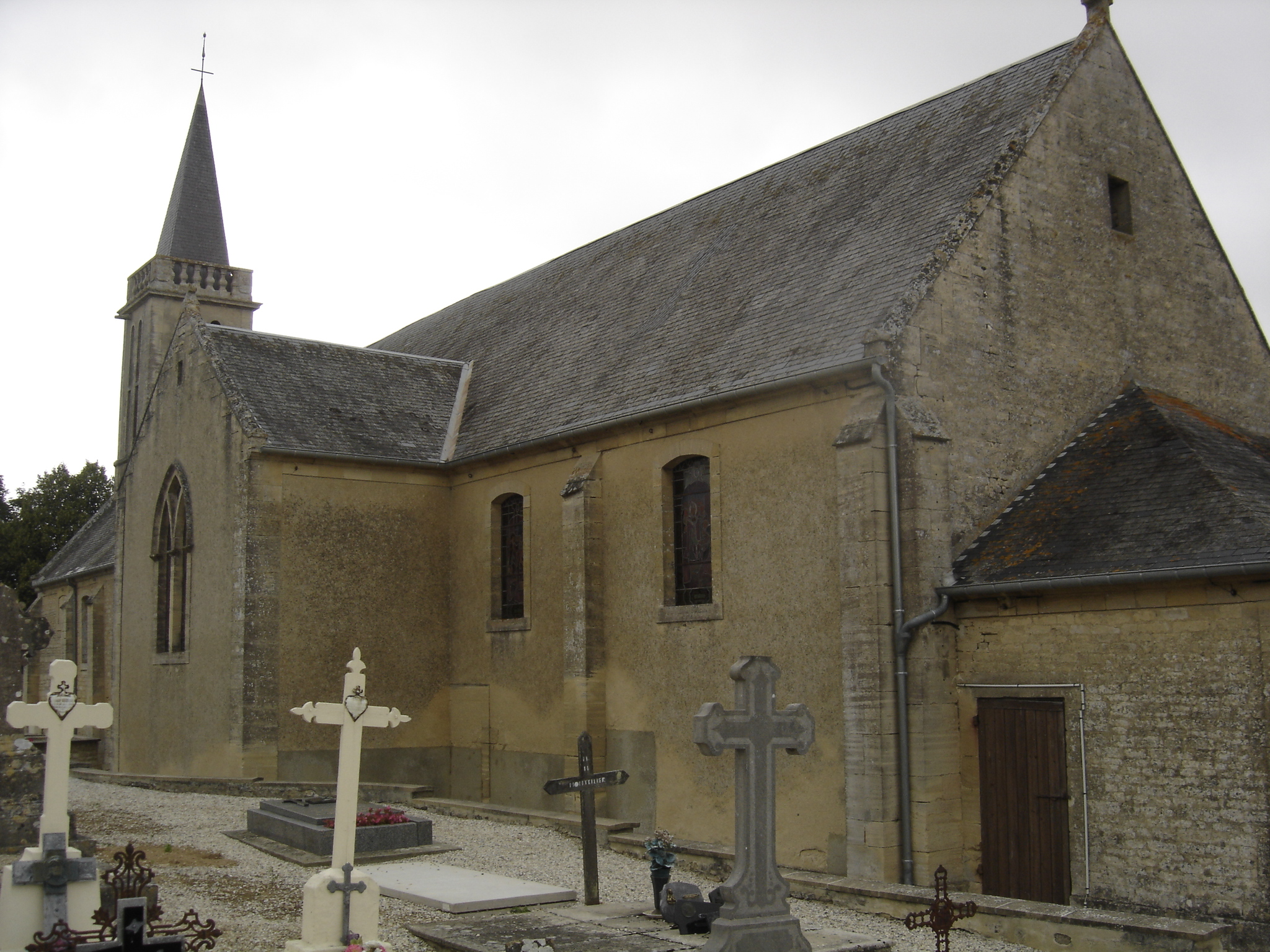
Kirche Saint-Sylvestre
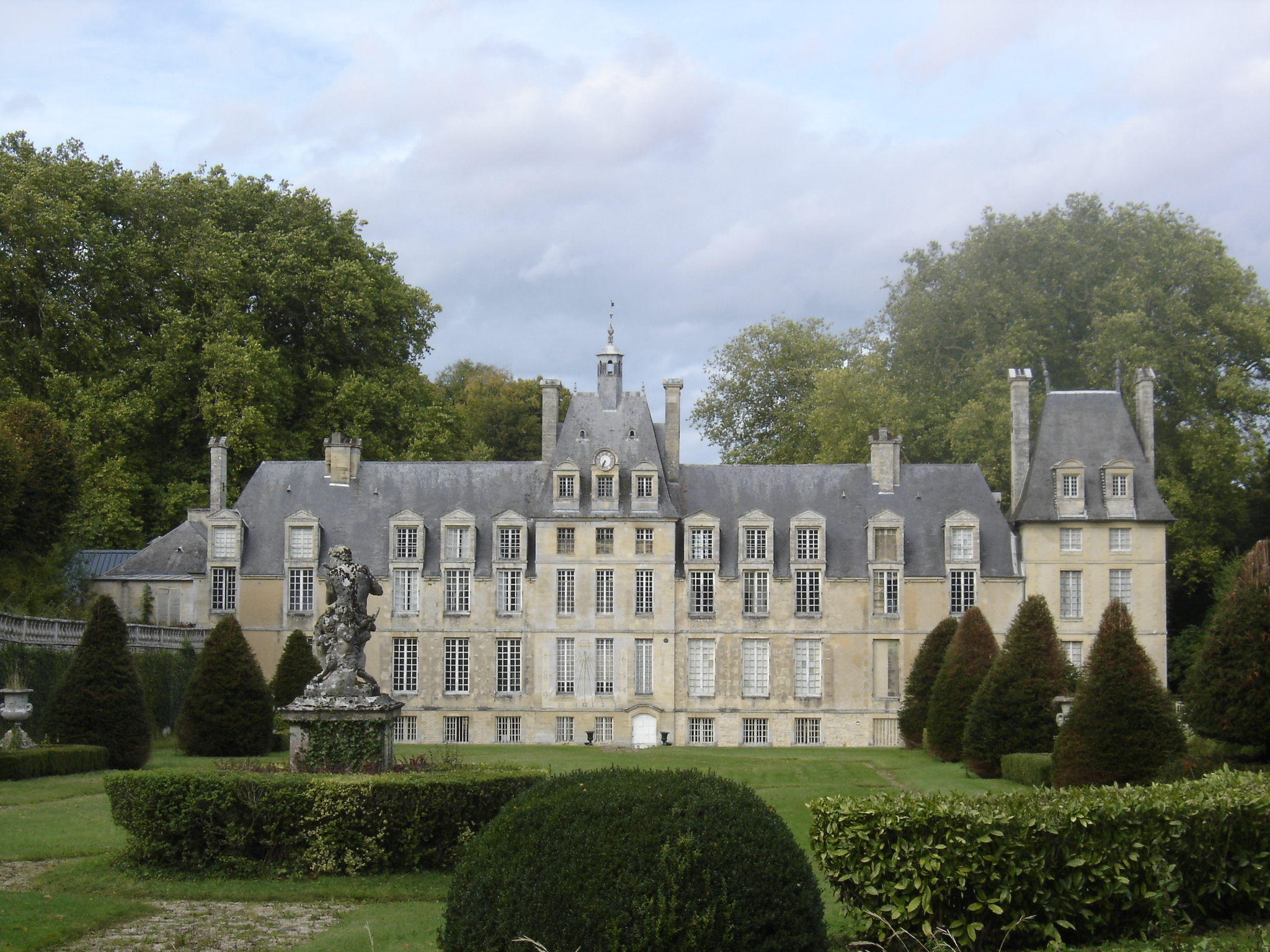
Château de Manneville, Südseite